# Kõrkküla
Koordinaten: 58° 16′ N, 22° 16′ O
Kõrkküla (deutsch Korküll) ist ein Dorf (estnisch küla) auf der größten estnischen Insel Saaremaa. Es gehört zur Landgemeinde Saaremaa (bis 2017: Landgemeinde Lääne-Saare) im Kreis Saare.

## Einwohnerschaft und Lage
Das Dorf hat 124 Einwohner (Stand 1. Januar 2016).
Kõrkküla liegt zwölf Kilometer westlich der Inselhauptstadt Kuressaare am See Paadla laht (Padelscher Binnensee). Er wurde erstmals 1570 urkundlich erwähnt.
Bis zum Beginn des 18. Jahrhunderts gab es in dem Ort ein Armenhaus sowie ein Hospital mit Kapelle.